# 輝け!ギャラ3000円芸人
『公開ネタ見せ番組 輝け!ギャラ3000円芸人』（こうかいネタみせばんぐみ かがやけ ギャラさんぜんえんげいにん）は、BSスカパーの バラエティ番組。

## 概要
ギャラ3,000円で出演可能な若手芸人3組がネタを披露する。視聴者のTwitter投票で最多票を集めた「おかわり芸人」はもう一ネタ披露することができ、ギャラも倍額の6,000円となる。自分の話したいことについて話せる闇鍋テーマトークバトル、視聴者のツイート紹介のコーナーもある。

## 放送の日時
基本的に毎週月曜と水曜の20：30 - 21：00に生放送を行っているが、月曜、水曜が放送休止になる場合は、代わりに火曜、木曜に放送されることもある。また、各回1～複数回の再放送もある。

## 特番
2017年3月31日の24:00～27:00に「～公開ネタ見せ番組～輝け！ギャラ3000円芸人！オールナイトでギャラ3000円脱出SP！」と題した特番の生放送を行った。MCは
アキラ100％、進行は宮島咲良が行った。

## 出演者
- 安住麻里（天の声）

## 過去の出演芸人（一部）
- ドドん
- ゼブライン
- ロビンソンズ
- シャイニングスターズ
- デンキスタンド
- アサヒトレンド
- ブランドアップ
- ゴッホ向井ブルー
- 馬鹿よ貴方は
- 長江もみ
- 笑撃戦隊
- メイプル超合金
- ジャイアントジャイアン
- さらば青春の光
- トンツカタン
- メカイノウエ
- ルシファー吉岡
- アキラ100%
- 阿佐ヶ谷姉妹
- 鈴木颯人
- お侍ちゃん
- 八幡カオル
- 小杉まりも
- 中村愛
- 巨匠
- カラフルトランプ
- ホシカワ
- タイムボム
- ガール座
- セバスチャン
- アナクロニスティック
- ろっくまん
- パーマ大佐
- スター旭
- せつこ
- ぴーかぶー
- はなしょー
- ばーん
- 勝又
- 土佐兄弟
- ツインズ
- テンパリ
- アントワネット
- ドリーマーズ
- ザクマシンガン山田
- たぬきごはん
- ゴールデンエイジ
- 三日月マンハッタン
- ナインボール
- ジェットカンフル
- ビッグタスク
- ラリゴ
- ペコリーノ
- カシスプリン
- アモーン
- TOY
- ヒデ＆ジャッキー
- アリ☆こうた
- ローズヒップファニーファニー
- ベビーシムズ
- 紺野ぶるま
- 神宮寺しし丸
- ハッピーエンド
- さんだる
- TAIGA
- 知念
- パンダユナイテッド
- リンゴスター
- ハナコ
- ギャルズ